# Vaskút
Vaskút (tyska: Waschkut eller Eisenbrunn, kroatiska: Baškut) är en ort (större by) i provinsen Bács-Kiskun i södra Ungern. Orten har 3 102 invånare (2024), på en yta av 71,49 km². Den ligger cirka 8 kilometer söder om Baja.